# Patxi Rípodas
Patxi Rípodas Oroz (Pamplona, 13 settembre 1960) è un ex calciatore spagnolo, di ruolo Centrocampista.
È zio di Roberto Martínez Rípodas, anch'egli calciatore.

## Carriera

### Club
Cresce calcisticamente con l'Osasuna, società con cui esordisce con la squadra riserve nella stagione 1977-1978. Dopo due anni esordisce con la prima squadra, con cui conquista subito la promozione nella Primera División spagnola.
Con la squadra di Pamplona rimane per dieci stagioni nelle quali colleziona 240 presenze, 218 delle quali nel massimo campionato spagnolo.
Nell'estate 1989 passa all'Athletic Bilbao, con cui rimane quattro anni prima di concludere la carriera nel 1993.
Conta una presenza nella Selezione di calcio dei Paesi Baschi.